# أندريس أوروزكو
أندريس أوروزكو (بالإسبانية: Andrés Orozco) (18 مارس 1979 في كولومبيا - ) هو لاعب كرة قدم كولومبي في مركز الدفاع. شارك مع منتخب كولومبيا لكرة القدم. أما مع النوادي، فقد لعب مع أتلتيكو ناسيونال وإنديبندينتي ميديلين وإنديبنديينتي سانتا في وديبورتيس كوينديو ونادي إنترناسيونال ونادي راسينغ ودورادوس سينالوا ونادي موريليا الرياضي ونادي إنفيغادو.

## مسيرته الكروية
لعب أندريس أوروزكو خلال مسيرته الاحترافية مع 8 أندية في ثلاثة وعشرون موسمًا وسجل خلالها 25 هدفًا ضمن 572 مباراة. ولم يفز بأي موسم بالكأس وفاز في موسم واحد بالدوري.
خاض أندريس أوروزكو مسيرته مع نادي إنديبندينتي ميديلين في موسم 1999 ليلعب معه خمسة مواسم، مشاركًا في 167 مباراة سجل خلالها 3 أهداف. ثم انتقل إلى نادي راسينغ في موسم 2002–03 ولمدة موسمين، حيث شارك في 45 مباراة سجل خلالها 5 أهداف. لينتقل بعدها إلى دورادوس سينالوا في موسم 2004–05 ولمدة موسمين، مشاركًا في 61 مباراة سجل خلالها 6 أهداف. ثم انتقل إلى نادي موريليا الرياضي في موسم 2006–07 لمدة موسم واحد، مشاركًا في 31 مباراة سجل خلالها 3 أهداف. هذا وانتقل لاحقًا إلى نادي إنترناسيونال في عامي 2007-2009 ولمدة موسمين، مشاركًا في 14 مباراة سجل خلالها هدفًا واحدًا. ثم انتقل بعدها إلى نادي أتلتيكو ناسيونال في عامي 2009-2011 ولمدة موسمين، مشاركًا في 41 مباراة ولم يسجل أي هدف. ليعود وينتقل من جديد، لكن هذه المرة إلى نادي إنفيغادو في موسم 2010 ليلعب معه ثمانية مواسم، مشاركًا في 197 مباراة سجل خلالها 6 أهداف.

## وصلات خارجية
- أندريس أوروزكو على موقع الاتحاد الدولي (مؤرشف)  (الإنجليزية)
- أندريس أوروزكو على موقع قاعدة بيانات كرة القدم.إي يو (الإنجليزية)
- أندريس أوروزكو على موقع ناشيونال فوتبول تيمز (الإنجليزية)
- أندريس أوروزكو على موقع AS.com (الإسبانية)